# Ordine de bătaie
Ordinea de bătaie a unei forțe armate care participă la o operațiune sau o campanie militară, ilustrează modalitatea de organizare ierarhică, structura de comandă, puterea, dispoziția trupelor și echipamentelor unităților precum și compunerea acelei forțe armate.